# ویراستار ادبی
ویراستار ادبی (انگلیسی: Literary editor)، ویراستاری است که مسئولیت پالایش و نظارت بر کیفیت محتوای نوشتاری در روزنامه، مجله یا سایر نشریات را بر عهده دارد. ویراستار ادبی با جنبه‌هایی مرتبط با ادبیات و کتاب‌ها، به‌ویژه نقدها، سروکار دارد. او همچنین ممکن است با خدماتی مانند نمونه‌خوانی، ویرایش نسخه و نقد ادبی به ویرایش خود کتاب‌ها کمک کند. کارشان اغلب شامل بررسی آثار ادبی، نقد کتاب‌ها و مقالات است تا از وضوح، انسجام و پایبندی به استانداردهای ویرایشی اطمینان حاصل شود. ویراستاران ادبی گاهی بسته به نقش خاصشان در یک نشریه، به عنوان ویراستار انتشار یا ویراستار تولید نیز شناخته می‌شوند.